# Мужское городское училище (Пушкин)
Мужское городское училище (также мужское высшее начальное училище) — бывшее учебное заведение и историческое здание в Пушкине. Построено в 1910—1911 гг. Выявленный объект культурного наследия. Расположен на Октябрьском бульваре, дом 18/40, на углу с Оранжерейной улицей.

## История
Училище вело историю от старейшего учебного заведения Царского Села — школы Сарскомызского диакона, существовавшей ещё при Петре I. С 1804 года училище стало уездным, с 1879 — городским, с 1912 года — высшим начальным. В 1894 году училище было переведено в здание на Широкой улице. В 1908 году разместилось в одном здании с реальным училищем, на Госпитальной улице. В 1911 году гражданским инженером Л. П. Шишко для городского училища было построено собственное здание. В Великую Отечественную войну здание пострадало. После восстановления в 1947—1951 гг. в здании разместился Дом пионеров и школьников. С 1968 года и до настоящего времени в доме бывшего училища расположен детский сад № 7.

## Архитектура
Здание кирпичное, двухэтажное на высоком цоколе. В его отделке использован красный облицовочный кирпич и светлые штукатурные детали.